# Cipriano de Valera
Cipriano de Valera (Fregenal de la Sierra, 1532 – Londres, 1602) foi um religioso e humanista espanhol, que junto com o Casiodoro de Reina pertenceu ao Mosteiro de San Isidro del Campo. 
Conheceu João Calvino, de quem foi discípulo e tradutor de suas obras (traduziu a primeira edição castelhana de Instituição da Religião Cristã em 1597). Estableceu-se na Inglaterra em 1558, lecionando em Cambridge, Oxford e Londres artes, teologia e castelhano.
Trabalhou na revisão da famosa Biblia do Urso, de autoria de Casiodoro de Reina, a partir de 1582 com o lema Para la gloria de Dios y el bien de la Iglesia Española (Para a glória de Deus e o bem da Igreja Espanhola). Ao cabo de 20 anos e antes de sua morte,  pôde concluir a sua obra em setembro. Escreveu que os conquistadores europeus se preocupavam mais na América por seus interesses persoais, do que pela fé, e que para enriquecer-se roubavam e matavan os nativos, "pessoas que fizeram Jesus Cristo morrer". Foi perseguido pela Inquisição, embora no final saiu ileso. Também foi editor.

## Obras teológicas
- Opúsculos
- Os dois tratados do Papa e da Missa
- Tratado para confirmar os pobres cativos de Berveria